# Lagoa Gaet'ale

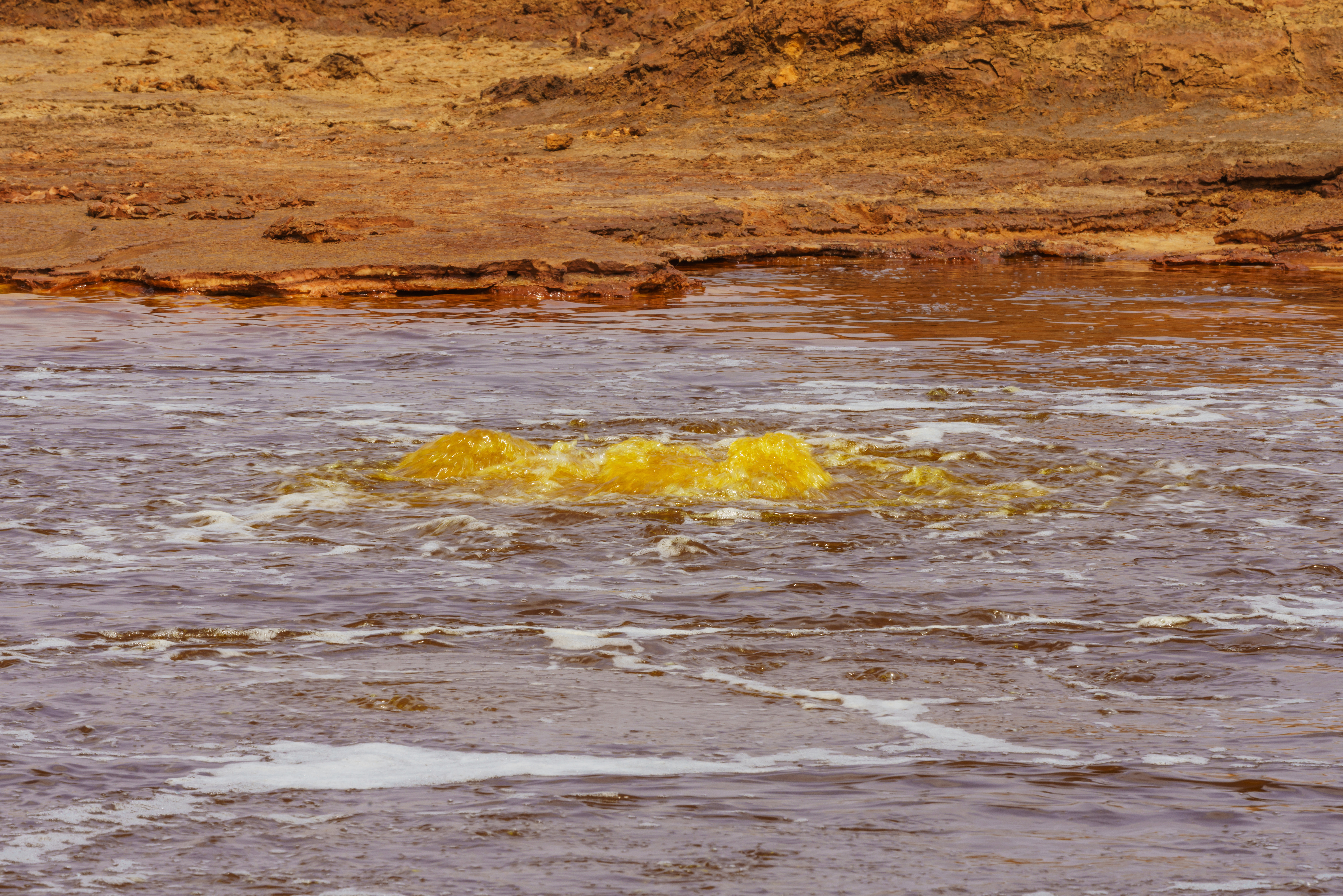
Fonte termal na lagoa

Lagoa Gaet'ale é um pequeno lago hipersalino localizado perto da cratera Dallol na Depressão Danakil (Região Afar, Etiópia). Está localizado sobre águas termais de origem tectónica e não tem fluxos de entrada ou de saída. A água da Lagoa Gaet'ale tem uma salinidade de 43%, fazendo-a o corpo de água mais salgado na Terra.

## Localização e origem
A Lagoa Gaet'ale é a maior série de pequenas lagoas localizada a aproximadamente 4 quilómetros sudeste das nascentes Dallol. Tem um formato em crescente com um diâmetro de cerca de 60 metros.
Segundo os residentes da vila próxima de Ahmed'ela, um sismo em janeiro de 2005 reativou uma fonte termal e a lagoa foi criada. Por esta razão, a sua temperatura de 50-55º C é mais quente que o ambiente.

## Composição da água
Os sais na água da Lagoa Gaet'ale são maioritariamente compostas por cloreto de cálcio em 2.72 mol/kg e cloreto de magnésio em 1.43 mol/kg. Também contem pequenas quantidades de iões Na+, K+ e 
NO−
2. A quantidade total do conteúdo de sólidos dissolvidos é de 433 g/kg, ou 43.3%. Também contem vestígios de ferro (III) que forma um complexo com cloreto, dando à água uma cor amarela.
Bolhas de gás sem odor são emitidas da superfície do lago. É provavelmente dióxido de carbono vulcanicamente-produzido. Cadáveres de pássaros e insetos foram encontrados à volta da lagoa, e foi proposto que o gás poderia ser perigoso para pequenos animais ou humanos.